# Gustavo Torres
Gustavo Torres  (Guapi, Cauca, Colombia; 15 de junio de 1996) es un futbolista colombiano. Juega de extremo o delantero y  actualmente  juega en el Deportivo Pereira de la Categoría Primera A de Colombia.

## Trayectoria

### Universitario Popayán
En sus inicios, el jugador vallecaucano formó parte del Club Atlético Boca Juniors de Cali, después fue cedido al club Universitario de Popayán en 2012, donde disputó los torneos nacionales de Categoría Primera B y Copa Colombia. El 22 de septiembre del 2012 debuta en la Categoría Primera B en la victoria 2 por 1 sobre Barranquilla FC. El 18 de noviembre marca su primer gol como profesional dándole la victoria a su equipo 4 a 3 sobre Alianza Petrolera.

El 5 de mayo de 2013 marca su primer gol del año en la caída 2-4 como locales frente al Deportivo Pereira.  El 22 de mayo marca un gol al Deportivo Cali en el segundo tiempo para el empate final 1-1 por la Copa Colombia 2013. Su primer doblete como profesional lo hace el Cortuluá en el empate a tres goles el 21 de julio.

### Deportes Quindío
Para el 2014 el futbolista es traspasado al club Deportes Quindío de la Categoría Primera B. El 9 de febrero debuta en la victoria por la mínima sobre Itagüí Leones. Su primer gol lo marca el 3 de noviembre para darle la victoria por la mínima sobre Cúcuta Deportivo, el 24 marca gol en el 2-0 sobre Jaguares de Córdoba.

Su primer gol del 2015 lo hace el 28 de febrero para la victoria 0-1 en su visita a Tigres FC. Su primer doblete con el club lo hace el 1 de septiembre en la goleada 4 por 0 sobre Deportivo Pereira. El 1 de noviembre marca su último gol del año en el 4 por 0 sobre el Real Santander.

El 22 de mayo del 2016 marca en la victoria 3-2 sobre Orsomarso SC. Marca doblete el 20 de noviembre en el 3 a 1 sobre Real Cartagena.

En su primer partido del 2017 marca en el 2 por 1 sobre su exequipo el Universitario de Popayán, para el siguiente del 20 de febrero marca el único gol del partido contra Real Cartagena como visitantes, siete días después marca en la goleada 4 por 0 sobre Unión Magdalena completando tres goles en los mimos partidos. El 14 de abril marca los dos goles de la victoria 2 a 1 sobre el Deportivo Pereira por la Copa Colombia 2017, vuelve a marca dos goles el 29 de mayo contra Orsomarso SC en el empate a dos goles. El 5 de junio en su último partido con el club marca gol en el 2-1 sobre Real Santander donde caen eliminados por penales completando cinco goles en línea.

### Atlético Nacional
En junio del 2017 llega al club Atlético Nacional de la Categoría Primera A de Colombia. Debuta el 9 de julio como titular en la victoria 1-0 contra Independiente Santa Fe en El Campin. El 17 de marzo marca su primer gol con los verdolagas en la Categoría Primera A en el 2-0 contra Deportivo Pasto. El 5 de abril debuta de manera internacional en la Copa Libertadores 2018 en la victoria por la mínima en Bolivia contra Club Bolívar. El 2 de mayo marca su primer doblete en la victoria como visitantes contra el Deportivo Cali en el clásico de verdes. Vuelve a marcar doblete el 16 de septiembre en la victoria 3 por 1 sobre Envigado FC.

### San Lorenzo
El 19 de diciembre es confirmado como nuevo jugador del San Lorenzo de Almagro de la Primera División de Argentina cedido por un año.

## Selección nacional
Gustavo debutó de la mano del DT Harold Rivera Roa en la Selección de fútbol sub-15 de Colombia, donde disputó varios partidos y ganó el Mundialito Tahuichi Paz y Unidad en 2011, y fue subcampeón en la Mini Copa América, torneo disputado en Venezuela.
Torres formó parte de la Selección de fútbol sub-17 de Colombia, donde disputó diversos torneos internacionales, como la Copa Chivas, el Campeonato Sudamericano de Fútbol Sub-17 de 2013 en Argentina, y un cuadrangular de un torneo realizado Maracay, Venezuela. El futbolista también disputó el Torneo Esperanzas de Toulon de 2014 en Francia, donde jugó cuatro partidos.
Torres fue convocado para jugar el Campeonato Sudamericano de Fútbol Sub-17 de 2013 disputado en Argentina. En dicho certamen Colombia integró el Grupo A con Ecuador, Venezuela, Argentina y Paraguay. Gustavo debutó el primer partido. En el campeonato la selección finalizó quinta.

### Participaciones en Sudamericanos
| Campeonato                          | Sede      | Resultado    | Partidos | Goles |
| ----------------------------------- | --------- | ------------ | -------- | ----- |
| Sudamericano Sub-15 de 2011         | Uruguay   | Fase final   | -        | -     |
| Sudamericano Sub-17 de 2013         | Argentina | Primera Fase | 4        | 1     |
| Torneo Esperanzas de Toulon de 2014 | Francia   | Primera Fase | 4        | 0     |

## Clubes
| Club                  | País      | Año         |
| --------------------- | --------- | ----------- |
| Universitario Popayán | Colombia  | 2012 - 2013 |
| Deportes Quindío      | Colombia  | 2014 - 2017 |
| Atlético Nacional     | Colombia  | 2017 - 2018 |
| San Lorenzo           | Argentina | 2019        |
| Atlético Nacional     | Colombia  | 2020        |
| Vasco Da Gama         | Brasil    | 2020        |
| América de Cali       | Colombia  | 2021        |
| Atlético Bucaramanga  | Colombia  | 2022        |
| Union Magdalena       | Colombia  | 2023        |
| Once Caldas           | Colombia  | 2024        |
| Deportivo Pasto       | Colombia  | 2024 - 2025 |
| Deportivo Pereira     | Colombia  | 2025        |

## Estadísticas
| Universitario Popayán · Colombia            | 2ª            | 2012          | 10  | 1  | 0  | 0 | — | — | 10  | 1  |
| Universitario Popayán · Colombia            | 2ª            | 2013          | 20  | 3  | 5  | 1 | — | — | 25  | 4  |
| Universitario Popayán · Colombia            | Total club    | Total club    | 30  | 4  | 5  | 1 | 0 | 0 | 35  | 5  |
| Deportes Quindío · Colombia                 | 2ª            | 2014          | 24  | 2  | 6  | 0 | — | — | 30  | 2  |
| Deportes Quindío · Colombia                 | 2ª            | 2015          | 29  | 7  | 4  | 1 | — | — | 33  | 8  |
| Deportes Quindío · Colombia                 | 2ª            | 2016          | 28  | 3  | 4  | 1 | — | — | 32  | 4  |
| Deportes Quindío · Colombia                 | 2ª            | 2017          | 18  | 10 | 4  | 3 | — | — | 22  | 13 |
| Deportes Quindío · Colombia                 | Total club    | Total club    | 99  | 22 | 18 | 5 | 0 | 0 | 120 | 27 |
| Atlético Nacional · Colombia                | 1ª            | 2017          | 10  | 0  | 2  | 0 | — | — | 12  | 0  |
| Atlético Nacional · Colombia                | 1ª            | 2018          | 18  | 7  | 4  | 0 | 4 | 0 | 26  | 7  |
| Atlético Nacional · Colombia                | Total club    | Total club    | 28  | 7  | 6  | 0 | 4 | 0 | 38  | 7  |
| San Lorenzo Argentina                       | 1.ª           | 2019          | 5   | 0  | -  | - | 2 | 0 | 7   | 0  |
| San Lorenzo Argentina                       | Total club    | Total club    | 5   | 0  | 0  | 0 | 2 | 0 | 7   | 0  |
| Total carrera                               | Total carrera | Total carrera | 162 | 33 | 29 | 6 | 6 | 0 | 198 | 39 |
| (1) No incluye goles en partidos amistosos. |               |               |     |    |    |   |   |   |     |    |

## Palmarés

### Torneos nacionales
| Título        | Club              | País     | Año  |
| ------------- | ----------------- | -------- | ---- |
| Copa Colombia | Atlético Nacional | Colombia | 2018 |